# Queensland Reds
Die Queensland Reds (in Zusammenhang mit dem Hauptsponsor auch als QR Queensland Reds bezeichnet) sind eine Rugby-Union-Mannschaft aus der australischen Stadt Brisbane. Sie spielt in der internationalen Super-Rugby-Liga. Heimspiele werden im Suncorp Stadium ausgetragen.
Die Reds bestehen schon seit 1882 und waren während mehr als hundert Jahren die Auswahlmannschaft der im Regionalverband Queensland Rugby Union (QRU) vertretenen Vereine. Im Jahr 1996 wurde die Mannschaft in eine Franchise umgewandelt, die den Bundesstaat Queensland repräsentiert. Die Spieler werden weiterhin von den Mitgliedern der QRU gestellt, nun aber auf professioneller Ebene.

## Geschichte
Vor der Einführung von Super Rugby waren die Queensland Reds eine Auswahlmannschaft, die aus Spielern verschiedener Vereine innerhalb des Bundesstaates zusammengesetzt war. Das erste Spiel zwischen Queensland und New South Wales fand 1882 statt, im folgenden Jahr wurde die Queensland Rugby Union (QRU) gegründet. 1896 reisten die Vertreter Queenslands erstmals nach Neuseeland. 1899 siegten sie zum ersten Mal gegen eine internationale Mannschaft, gegen die British and Irish Lions.
Wegen des Ersten Weltkriegs und der Konkurrenz von Rugby League gab es während mehreren Jahren keine Spiele mehr, die QRU wurde 1919 sogar aufgelöst. Erst nach der Neugründung im Jahr 1928 nahm man den Spielbetrieb wieder auf. 1950 mietete die QRU für Spiele der Reds das Normanby Oval, ab 1966 spielte die Mannschaft im Ballymore Stadium. Am 6. Juni 1980 besiegten die Reds die All Blacks.
Ab 1993 spielten die Reds in der Liga Super 10 und wurden in die Gruppe A eingeteilt. Die Reds beendeten die erste Saison auf dem vierten Gruppenrang. 1994 wurden sie Gruppensieger und gewannen das Endspiel in Durban gegen Natal. Bei der letzten Austragung von Super 10 im Jahr 1995 standen die Reds erneut im Endspiel und siegten in Johannesburg gegen Transvaal.
1996 wurde die Nachfolgeliga Super 12 (seit 2006 Super 14) gegründet. Die erste Saison war die bisher erfolgreichste. Die Reds beendeten die Gruppenphase auf dem ersten Platz. Dann verloren sie allerdings zuhause das Playoff-Halbfinale gegen die Sharks aus Südafrika. 1999 und 2001 mussten die Reds Niederlagen im Halbfinale gegen die Crusaders und die Brumbies hinnehmen. 2006 zogen die Reds vom Ballymore Stadium ins doppelt so große Suncorp Stadium um, 2007 waren sie die schlechteste aller 14 Mannschaften.
In der Saison 2011 gewannen die Reds zum ersten Mal den Meistertitel von Super Rugby, nachdem sie im Finale die Crusaders bezwungen hatten.

## Spieler

### Aktueller Kader
Der Kader für die Saison 2020:

### Bekannte ehemalige Spieler
| - Berrick Barnes - Matt Cockbain - Mark Connors - Quade Cooper - Dan Crowley - John Eales - Elton Flatley - Will Genia - Daniel Herbert - Tim Horan - James Horwill - Digby Ioane | - Toutai Kefu - Chris Latham - Jason Little - Michael Lynagh - Roderick McCall - Stephen Moore - James O’Connor - John Roe - Wendell Sailor - Ben Tune - David Wilson |

## Platzierungen

### Super 12
| Jahr | Spiele | Siege | Unent. | Ndlg. | Spiel- punkte | Diff. | Bonus- punkte | Tabellen- punkte | Platz | Playoffs                            |
| ---- | ------ | ----- | ------ | ----- | ------------- | ----- | ------------- | ---------------- | ----- | ----------------------------------- |
| 1996 | 11     | 9     | 0      | 2     | 320:247       | +73   | 5             | 41               | 1.    | Halbfinalniederlage gegen Sharks    |
| 1997 | 11     | 4     | 0      | 7     | 263:318       | −55   | 4             | 20               | 10.   |                                     |
| 1998 | 11     | 6     | 1      | 4     | 273:229       | +44   | 4             | 31               | 5.    |                                     |
| 1999 | 11     | 8     | 1      | 2     | 233:170       | +63   | 2             | 36               | 1.    | Halbfinalniederlage gegen Crusaders |
| 2000 | 11     | 6     | 0      | 5     | 317:305       | +12   | 6             | 30               | 7.    |                                     |
| 2001 | 11     | 6     | 0      | 5     | 300:277       | +23   | 8             | 32               | 4.    | Halbfinalniederlage gegen Brumbies  |
| 2002 | 11     | 7     | 0      | 4     | 336:287       | +49   | 6             | 34               | 5.    |                                     |
| 2003 | 11     | 5     | 0      | 6     | 281:318       | −37   | 6             | 26               | 8.    |                                     |
| 2004 | 11     | 5     | 0      | 6     | 217:246       | −29   | 5             | 25               | 10.   |                                     |
| 2005 | 11     | 3     | 0      | 8     | 185:282       | −97   | 5             | 17               | 10.   |                                     |

### Super 14
| Jahr | Spiele | Siege | Unent. | Ndlg. | Spiel- punkte | Diff. | Bonus- punkte | Tabellen- punkte | Platz | Playoffs |
| ---- | ------ | ----- | ------ | ----- | ------------- | ----- | ------------- | ---------------- | ----- | -------- |
| 2006 | 13     | 4     | 0      | 9     | 240:320       | −80   | 6             | 22               | 12.   |          |
| 2007 | 13     | 2     | 0      | 11    | 201:438       | −237  | 3             | 11               | 14.   |          |
| 2008 | 13     | 3     | 1      | 9     | 258:323       | −65   | 4             | 18               | 12.   |          |
| 2009 | 13     | 3     | 0      | 10    | 258:380       | −122  | 7             | 19               | 13.   |          |
| 2010 | 13     | 8     | 0      | 5     | 366:308       | +58   | 7             | 39               | 5.    |          |

### Super Rugby
| Jahr | Spiele | Siege | Unent. | Ndlg. | Spiel- punkte | Diff. | Bonus- punkte | Tabellen- punkte | Platz | Playoffs                               |
| ---- | ------ | ----- | ------ | ----- | ------------- | ----- | ------------- | ---------------- | ----- | -------------------------------------- |
| 2011 | 16     | 13    | 0      | 3     | 429:309       | +120  | 6             | 66               | 1.    | Finalsieg gegen Crusaders              |
| 2012 | 16     | 11    | 0      | 5     | 359:347       | +12   | 6             | 58               | 3.    | Viertelfinalniederlage gegen Sharks    |
| 2013 | 16     | 10    | 2      | 4     | 321:296       | +25   | 6             | 58               | 5.    | Viertelfinalniederlage gegen Crusaders |
| 2014 | 16     | 5     | 0      | 11    | 374:493       | −119  | 8             | 28               | 13.   |                                        |
| 2015 | 16     | 4     | 0      | 12    | 247:434       | −187  | 6             | 22               | 13.   |                                        |
| 2016 | 15     | 3     | 1      | 11    | 290:458       | −168  | 3             | 17               | 15.   |                                        |
| 2017 | 15     | 4     | 0      | 11    | 321:479       | −158  | 5             | 21               | 14.   |                                        |
| 2018 | 16     | 6     | 0      | 10    | 389:501       | −112  | 4             | 28               | 13.   |                                        |
| 2019 | 16     | 6     | 0      | 10    | 385:438       | −53   | 4             | 28               | 14.   |                                        |